# Adolph Friedrich Balemann (Pastor, 1743)
Adolph Friedrich Balemann (* 5. Mai 1743 in Eutin; † 19. April 1826 in Reinfeld) war ein deutscher Pastor und Konsistorialassessor.

## Leben und Wirken
Adolph Friedrich Balemann war ein Sohn des Superintendenten Hinrich Balemann und dessen Ehefrau Ottilia Elisabeth, geborene Woldenberg. Er hatte fünf Schwestern und sieben Brüder, darunter den Juristen Georg Gottlob Balemann.
Balemann studierte Theologie an Universitäten in Helmstedt, ab 1764 in Rostock und 1765 in Göttingen. Danach unterrichtete er als Hauslehrer in Kiel den einzigen Sohn von Henning Benedikt von Rumohr. Vermutlich aufgrund von Rumohrs Fürsprache erhielt Balemann im Mai 1773 eine Stelle als Hof- und Schlossprediger in Kiel. Am 1. Juli 1773 erhielt er eine außerordentliche Professur für Philosophie an der Universität Kiel. Einen Monat später kam eine Lehrerlaubnis für Theologie hinzu. Am 19. März 1774 wurde er zum Magister ernannt.
Balemanns Lehrtätigkeiten zeigten wenig Wirkung. Die königliche Regierung berief ihn daher 1774 als Pastor und Konsistorialassessor an die Kirche Reinfeld. Hier folgte er auf den Vater von Matthias Claudius und blieb bis Lebensende in dieser Position. 1825 bekam er den Dannebrogorden verliehen.

## Familie
Balemann heiratete in erster Ehe im Frühjahr 1777 vermutlich in Siebenbäumen Magdalena Margaretha Christia Sager aus Wulmenau (* im Oktober 1760; † 23. Januar 1783 in Reinfeld). Das Ehepaar bekam zwei Söhne.
In zweiter Ehe heiratete Balemann Catharina Elisabeth Hoyer (* 24. April 1767 in Süderau; † 25. April 1835 in Reinfeld). Ihre Schwester Ida (1771–1804) heiratete Detlev Olshausen und gebar Justus Olshausen und Theodor Olshausen. Das Ehepaar Balemann hatte fünf Söhne und drei Töchter. Zu ihnen gehörten Georg Ludwig Balemann und der Pastor Adolph Friedrich Balemann.